# Antonella Ruggiero
Antonella Ruggiero (Génova, Italia, 15 de noviembre de 1952) es una cantante italiana. Es exvocalista del grupo Matia Bazar, pero cuenta además con una extensa carrera solista.

## Trayectoria artística

### Sus comienzos con Matia Bazar
Grabó su primer disco “Io Matia” en el año 1974. Matia es el nombre artístico con el cual Antonella empezó oficialmente una carrera como solista también en ese año, aunque ya había colaborado con el grupo Jet en su disco “Fe, Esperanza y Caridad”, haciendo los coros. De la unión de algunos miembros de Jet y de Matia nació en 1975 la banda conocida como Matia Bazar.
En 1975 pasó a integrar Matia Bazar junto a Piero Cassano (voz y percusiones), Aldo Stellita (bajo), Giancarlo Golzi (batería), Carlo Marrale (voz y guitarra). El grupo tuvo éxito en Europa, entre los cuales se encuentran “Ma Perché”, “Solo Tu”, “Per Un’ora d’Amore” (Por Una Hora A Tu Lado en español), “Stasera Che Sera" (Esta Tarde Que Tarde en español), “Cavallo Bianco”, “Il Video Sono Io”, “Mister Mandarino”, “Ti Sento” (Te Siento en español) o “Vacanze Romane”. 
Debutaron con el disco sencillo de 1975 "Stasera, che sera" (Esta tarde, qué tarde). En 1978 ganaron el Festival de la Canción de Sanremo con "...E dirsi ciao" (...Y decirse adiós). En 1979 participaron en el Festival de la Canción de Eurovisión con el tema Raggio di luna en la voz de Antonella Ruggiero; ese mismo año son invitados a participar en el show del Festival de Viña del Mar.
Su sociedad con el grupo concluyó en 1989, cuando la sustituye la voz de Laura Valente. Después de 7 años, hizo su debut como solista con el álbum titulado “Libera”.

### Carrera en solitario
Su renovado éxito fue confirmado dos años más tarde en la edición 1998 del Festival de Sanremo, cuando obtuvo el segundo lugar con “Amore Lontanissimo” (Dónde Estás Ven A Mí en versión española), que también mereció el premio de la crítica al mejor arreglo. Además el álbum correspondiente (“Registrazioni Moderne”) fue grabado en español para publicación en Argentina y España, con el título “Grabaciones Modernas”, editado por Universal Music. El disco también contiene canciones que la hicieron famosa con la banda Matia Bazar, pero en versiones inéditas cantadas en español, y acompañada por nuevos grupos italianos de pop y rock.
En el año 1999, estuvo en el Festival de Sanremo con su marido Roberto Colombo para cantar “Non Ti Dimentico”, y fue clasificada en el segundo lugar de nuevo. Esta canción fue dedicada a su excompañero Aldo Stellita (exfundador, miembro, autor y músico de Matia Bazar) quién había fallecido inesperadamente en 1998. Inmediatamente después del festival, Antonella lanzó su tercer CD como solista, titulado “Sospesa”. Este álbum incluyó dos participaciones: Ennio Morricone, que la acompañó con “And Will You Love Me”, y Giovanni Lindo Ferretti, quien escribió junto con Antonella y Roberto Colombo la canción “Di Perle e Inverni”.
En el año 2003 regresó a Sanremo con la canción “Di un Amore” (que obtuvo el noveno lugar), y en 2005 con “Echi D'infinito” que ganó el premio en la categoría “Mujeres”, y al mismo tiempo el tercer lugar en la clasificación general. En el año 2005, junto con los coros de Sant'Ilario Di Rovereto y del Valle Dei Laghi di Padergnone (pueblos de la provincia de Trento), asumió el papel principal del proyecto “Echi D'infinito”, una recuperación de canciones populares alpinas, acompañada solo por voces humanas.
Realizó giras con diversos espectáculos como: 
- “Sacrarmonia”, un concierto dedicado a la música sacra del mundo;
- “Homenaje a Amália Rodrigues”, un concierto comprometido con el fado portugués y su más famosa intérprete;[6]
- “Four Steps for Broadway”, un recital dedicado a los musicales más famosos de Broadway (“Tonight”, “Over the Rainbow”, “Summertime”);
- “Stralunato recital”, donde interpreta sus más canciones más famosas y significativas.

En el año 2007 participó una vez más en Sanremo con la canción “Canzone fra le guerre” (escrita en colaboración con Cristian Carrara), que alcanzó el noveno lugar al final. Durante la tercera tarde de Sanremo (dedicada a los anfitriones), ella concursó cantando sin instrumentos musicales, tan sólo acompañada de los Coros de Valle del Laghi y de S. Ilario (de región italiana de Trentino-Alto Adige).
Antonella Ruggiero ha cantado muchas veces en países anglosajones. Hay que recordar la versión de “Ti Sento” que se volvió famosa en la Gran Bretaña con el título “I Feel You”. El 4 de junio de 2004, interpretó un concierto en el Museo de Brooklyn, Nueva York, como adelanto mundial de su CD  “Sacrarmonia Live (Il Viaggio)”, publicado en Italia por Egea Records.

## Discografía en solitario
- 1996; Libera (CD)

- 1998; Registrazioni Moderne (CD)

- 1998; Grabaciones Modernas (CD) (publicación en Argentina y España)

- 1999; Sospesa (CD)

- 2001; Luna Crescente (CD)

- 2003; Antonella Ruggiero (CD)

- 2004; Sacrarmonia Live (CD+DVD)

- 2005; Big Band! (CD) (con canciones españolas y mexicanas como: Bésame Mucho, Acércate Más y Burbujas De Amor de Juan Luis Guerra)

- 2006; L'abitudine della luce (CD)

- 2006; Stralunato Recital (live) (CD)

- 2007; Souvenir d'Italie (CD)

- 2007; Genova, la Superba (CD)

- 2008; Pomodoro genético (CD/DVD)

- 2009; Cjanta Vilotis (CD/DVD)

- 2010; Contemporanea Tango (CD)

- 2010; I Regali di Natale (CD)

- 2012; Il meglio di Antonella Ruggiero (CD)

- Antonella Ruggiero en Discogs